# Phố Huế (phường)
Phố Huế là một phường thuộc quận Hai Bà Trưng, thành phố Hà Nội, Việt Nam.
Phường Phố Huế có diện tích 0,2 km², dân số năm 2021 là 8.896 người, mật độ dân số đạt 44.480 người/km².